# Lecanora gongensiana
Lecanora gongensiana är en lavart som beskrevs av Miyawaki. Lecanora gongensiana ingår i släktet Lecanora och familjen Lecanoraceae.   Inga underarter finns listade i Catalogue of Life.